# Концерт для фагота с оркестром, P. 236
Концерт для фагота с оркестром фа мажор (так называемый первый), P. 236 — сочинение Франца Данци, один из пяти его концертов для фагота с оркестром и один из трёх, написанных в этой тональности (является менее известным, чем так называемый второй, P. 237). Первое известное исполнение состоялось 20 января 1805 года в Мюнхене, солировал Франц Ланг (Franz Lang) (игравший в мюнхенской Придворной капелле). От исполнителя того времени концерт требовал большой виртуозности. Его рукопись хранилась в Придворной библиотеке Фюрстенбергов в Донауэшингене (Mus. ms. 308) вплоть до расформирования большей части её фондов в конце XX века.

## Состав оркестра
- Деревянные духовые:
  - 2 гобоя.
- Медные духовые:
  - 2 валторны (in F).
- Струнные.

## Композиция
Концерт состоит из трёх частей.
- I. Allegro.
- II. Andantino.
- III. Allegretto non troppo.

Третья часть представляет собой вариации на тему известной австрийской народной песни A Schisserl und a Reindl, использованной также Вебером в его Вариациях для альта с оркестром, J. 49 (1806).

## Издания
Клавираусцуг концерта был подготовлен Йоахимом Файтом и издан в 1984 году (тогда же Файт издал Концерт до мажор, P. 234):
- Franz Danzi. Konzert F-Dur für Fagott und Orchester. [Bearbeitet und herausgegeben von Joachim Veit]. Erstdruck. Klavierauszug. — Hamburg: H. Sikorski (1281 K), 1984. — (Ars instrumentalis 76) — 32 S. + 1 St.

## Записи
В скобках через косую черту указаны год записи (первая дата) и год публикации (вторая дата).

### Выпущенные на компакт-дисках
- (1998/1999) Альрехт Хольдер[англ.], Нойбрандербургский филармонический оркестр[нем.], Николас Паскет. — Naxos Records[англ.] 8.554273.
- (2004/2005) Джон Хёрд, Киевская камерата, Александр Островский. — Kleos Classics KL5136.